# Decorații pentru „copiii minune”
Decorații pentru „copii minune” (în germană Orden für die Wunderkinder) este un film de televiziune german din 1963 în care regizorul Rainer Erler a caricaturizat obsesia pentru ordine din tânăra Republică Federală.
Lexiconul german al filmelor internaționale consideră că filmul este o „parodie amuzantă a vanității societății bogate și a îngustimii mentalități birocraților; uneori este prea exagerat, dar filmul te pune pe gânduri.”

## Distribuție
- Carl-Heinz Schroth - 'Oberregierungsrat' Ferdinand Ziegler
- Sabine Eggerth - Roswitha Kloschke
- Hans Fitz - Alois Tischlinger
- Robert Meyn - Ministerialdirektor Senftenauer
- Hans Epskamp - Dr. Honold
- Max Strecker - Direktor Wägele
- Hans Jürgen Diedrich -  Higges
- Otto Stern -  Grotzinger
- Herta Konrad - Dolores
- Hermann Lenschau - Gefängnisdirektor
- Edith Heerdegen - Die Gräfin
- Lisa Helwig - Putzfrau
- Wolfgang Völz -  Erster Chauffeur
- Willy Semmelrogge -  Zweiter Chauffeur
- Harry Hertzsch -  Buchdrucker
- Alexander May -  Bürgermeister
- Walter Wehner
- Otto Storr